# Arno Bay
Arno Bay är en ort i Australien. Den ligger i kommunen Cleve och delstaten South Australia, omkring 220 kilometer nordväst om delstatshuvudstaden Adelaide. Antalet invånare är 431.
Trakten är glest befolkad. Det finns inga andra samhällen i närheten. Genomsnittlig årsnederbörd är 443 millimeter. Den regnigaste månaden är juni, med i genomsnitt 80 mm nederbörd, och den torraste är oktober, med 9 mm nederbörd.